# Carex integra
Carex integra är en halvgräsart som beskrevs av Kenneth Kent Mackenzie. Carex integra ingår i släktet starrar, och familjen halvgräs. Inga underarter finns listade i Catalogue of Life.